# ウィプサニア

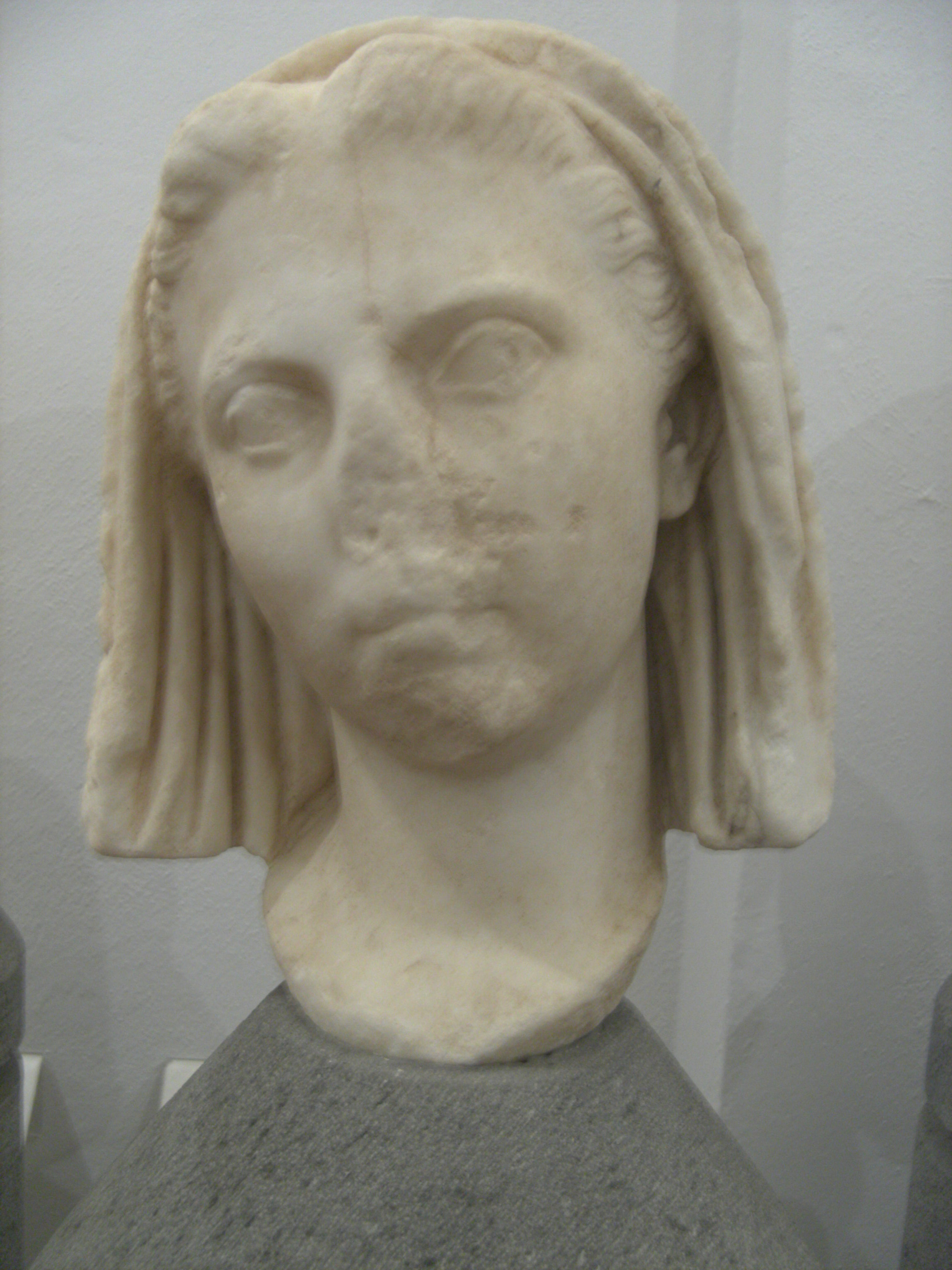
ウィプサニア

ウィプサニア・アグリッピナ（Vipsania Agrippina, 紀元前36年 - 紀元20年）は、ローマ帝国2代皇帝ティベリウスの最初の妻。
初代皇帝アウグストゥスの盟友マルクス・ウィプサニウス・アグリッパと、その最初の結婚相手でキケロの書簡の宛名人として知られるティトゥス・ポンポニウス・アッティクスの娘ポンポニアとの間に生まれた。
父とアウグストゥスとの密接な関係のため、早くからアウグストゥスの3番目の妻リウィア・ドルシッラの連れ子であったティベリウスとの婚約が結ばれていた。2人は紀元前20年に結婚。紀元前13年頃には息子の小ドルススが誕生している。
この間、アウグストゥスは後継者候補であったマルケッルスを失い、代わってウィプサニアの父アグリッパと寡婦となった自身の娘ユリアを結婚させていた。この2人の間に生まれたガイウスとルキウスの兄弟はアウグストゥスの養子とされ、有力な後継者候補と見られるようになっていた。
ウィプサニアとティベリウスの結婚生活は幸福なものだったといわれているが、紀元前12年、父アグリッパの死とともに一変する。翌紀元前11年、アウグストゥスは再び寡婦となった大ユリアとティベリウスを結婚させるため、ティベリウスとウィプサニアを離婚させた。
こののちウィプサニアは、歴史家ガイウス・アシニウス・ポッリオの息子で有力な元老院議員であるガイウス・アシニウス・ガッルスと再婚する。ウィプサニアはガッルスとの間にガイウス・アシニウス・ポッリオ、マルクス・アシニウス・アグリッパ、アシニウス・ガッルス、アシニウス・ルプス、アシニウス・サロニヌス、セルウィウス・アシニウス・ケレルの6人の子供をもうけた。紀元20年にウィプサニアは死ぬ。マルクス・アグリッパの子供たちが皆不遇や不慮の死を遂げる中で、唯一安逸な死を迎えたという。
ウィプサニアと別れさせられた後も、ティベリウスはウィプサニアを思いつづけたといわれている。離婚後ティベリウスが町でウィプサニアの姿を見たとき何も声をかけず、以降ウィプサニアと会うことを避けるようになったという。またウィプサニアの再婚相手ガッルスに対しては、ウィプサニアの再婚相手であるがゆえに嫌っていたともいわれている。